# Venètic
|  | No s'ha de confondre amb la llengua moderna vèneta, llengua romànica. |

El venètic és una llengua indoeuropea extingida, parlada a l'antiguitat a la regió italiana de Vèneto, entre el delta del riu Po i el contraforts meridionals dels Alps, així com en algunes parts de l'actual Eslovènia.
S'han descobert prop de 300 inscripcions que daten entre el segle vi aC i el segle I encara que se suposa que aquesta llengua es feia servir des del segle XII aC. Els seus habitants han estat identificats com l'antic poble anomenat pels romans com a vènets i Enetoi pels grecs.

## Aspectes històrics, socials i culturals
Els venètics antics del segle XII aC, rebien el nom de paleovènets. Varen ser els fundadors de diverses ciutats com Altino, Este, Pàdua i Gainaga. Aquesta llengua no ha de confondre's amb el vènet, una llengua romànica parlada actualment en la mateixa regió.
El venètic va deixar de parlar-se a causa de l'emergent culturització dimanant de l'Imperi Romà. L'extinció va començar primer per l'abandonament de l'escriptura i posteriorment per la llengua parlada, a principis del segle I. Un cop els antics venètics van unir-se a l'imperi Romà al segle i aC, les inscripcions -en tots dos idiomes- es començaren a fer amb l'alfabet llatí.

## Classificació
El venètic és clarament una llengua indoeuropea, encara que es debat la seva pertinença a altres llengües europees. Alguns especialistes han fet conjectures respecte als parentius amb llengües itàliques, germàniques i d'algunes llengües paleobalcàniques parlades als Balcans occidentals. El venètic mostra algunes similituds entre el llatí i les llengües latino-falisques, i és per això que inicialment va ser classificat junt amb aquestes llengües suposant que el venètic i el llatí-falisc haurien quedat geogràficament separats per l'arribada de parlants de llengües oscoumbres (hipòtesi sostinguda per Beeler, Porzig, Krahe, Hamp, Lejeune i Georgiev).
També s'han trobat paral·lelismes importants amb les llengües germàniques, especialment en les formes pronominals:
- Venètic: ego = "jo", acusatiu mego = "me"

Gòtic: ik, acusatiu mik
Alemany: ich, acusatiu mich
(llatí: ego, acusatiu me)
- Venètic: sselboisselboi = "a si mateix"

Antic alt alemany: selb selbo
Alemany: sich selber
(Llatí: sibi ipsi)
(Pokorny 1959: 708-709, 882-884)
Basant-se en aquestes similituds, alguns investigadors (Polomé, Safarewicz, Hirunuma, Campanile) afirmen que el venètic és una llengua indoeuropea a part. D'altra banda, aquestes semblances únicament es troben al vocabulari, cosa que explicaria el perquè dels canvis produïts a l'època en què els parlants de les llengües itàliques convivien amb els de les llengües germàniques i els de les llengües eslaves.

## Fonologia
En venètic, les oclusives sonores protoindoeuropees *bh, *dh i *gh es transformen en /f/, /f/ i /h/, respectivament, al començament de paraula (com en llatí i llengües osco-umbres), i en /b/, /d/ i /g/ en posició interna intervocàlica (com al llatí). Les transformacions de *bh i *dh estan clarament comprovades en venètic. El Falisc i les osco-umbres conserven /f/, /f/ i /h/ en posició interna.
També hi ha indicis dels desenvolupaments de PIE *gw- > w-, PIE *kw > *kv i PIE *gwh- > f- en venètic, de manera paral·lela al llatí, així com l'assimilació regressiva de la seqüència protoindoeuropea *p...kw... > *kw...kw..., un fenomen que solament s'ha trobat en les llengües itàliques i celtes (Lejeune 1974: 141-144).

## Gramàtica
El sistema flexiu nominal del venètic tindria sis o inclòs set casos, i hi hauria quatre conjugacions verbals (semblant al llatí). Se'n coneixen al voltant de 60 paraules, però algunes són manlleus del llatí (ven. liber.tos. < lat. libertus) o etrusc. La majoria mostren un clar origen indoeuropeu, com vhraterei < PIE *bhraterei, "al germà".

## Alfabet
L'alfabet emprat pels antics vènets, d'origen etrusc, fou adoptat al període 550 aC-450 aC, amb la inevitable dificultat intrínseca que suposa el fet d'utilitzar un alfabet dissenyat per a un altre sistema lingüístic. Per exemple, la llengua etrusca no posseïa sons oclusius sonors (/b/, /d/, /g/) i, per tant, els signes grecs corresponents no s'utilitzaven en l'alfabet que van aprendre els vènets. Per aquests sons varen emprar els signes etruscos Φ, z i χ, com es pot veure als exemples de diverses inscripcions. De la mateixa manera, per a representar el so /f/ utilitzaven vh.
L'alfabet llatí emprat pels romans va començar a refermar-se a l'entorn vènet cap al 100 aC. Moltes de les lletres de l'alfabet llati són idèntiques a les del venètic, gairebé arrodonides o simplement especulades. El venètic, de fet, s'escrivia en mode bustrofedó, és a dir, línies escrites alternativament en direccions oposades: d'esquerra a dreta en una línia, i de dreta a esquerra en la següent.

### Inscripcions
El venètic és conegut per un elevat nombre d'inscripcions originàries de la ciutat d'Este, considerat el centre principal, així com de les ciutats de Pàdua, Vicenza, el vall del Piave i altres indrets com Trieste i Carinzia. Les inscripcions s'han trobat en diverses objectes votius.
- Un exemple d'inscripcions en venètic, trobat en un clau de bronze a Este (Es 45):

Venètic: mego donasto śainatei reitiiai porai egeotora aimoi ke louderobos
Llatí (literal): me donavit sanatrici Reitiae bonae Egetora pro-Aemo que liberis
Català: em donà Egetora a Reitia, la bona guaridora, en nom d'Aemus i sos fills.
(Prosdocimi a Pellegrini 1967: 149-150)
- Una altra inscripció, trobada en una urna a Cadore (Ca 4 Valle):

Venètic: eik goltanos doto louderai kanei
Llatí (literal): hic Goltanus dedit Liberae Cani
Català: Goltanus ha sacrificat això per a la verge Canis.
(Prosdocimi a Pellegrini 1967: 464-468)
- Un altre exemple, fent servir una transcripció literal de l'alfabet venètic:

Venètic: meχo zona.s.to e.φ. vhaφa.i.tśa p|ora.i. .o.p io|roφo.s.
Llatí: me donavit ex voto (?) Fabatia Porae ob horna
(Pisani, p. 255)

### Puntuació
Una interessant característica de l'escriptura venètica (present esporàdicament també en alguns textos etruscos) és la denominada "puntuació", això és, l'evidència d'algunes lletres marcades amb un punt abans i un altre després. Més concretament, es puntuaven les consonants no seguides d'una vocal (per exemple, en zona.s.to, la s seguida de la consonant t) i les vocals no seguides de consonants (per exemple, en .o.p, el so o a l'inici de paraula). Aquest costum curiós és important per a la història de l'alfabet, perquè permet apreciar com l'alfabet etrusc-venètic, provinent del fenici (una llengua semítica) a través de l'alfabet grec, va tenir un origen més sil·làbic que alfabètic, i per això cada lletra era considerada en realitat una síl·laba amb la forma consonant + vocal, fet pel qual els signes amb un valor únic (una sola vocal o consonant) eren considerades "particulars", i com a tal es reflectia en l'escriptura.

## Vocabulari
¹ acusatiu singular 

² datiu singular 

3 (PENDENT DE CERCAR SIGNIFICAT) 

4 datiu, llatí -bus, PIE *-bhyos 

⁵ Līber era el deu del creixement i de la procreació, līberī eran els nens

⁶ Llatí neque, nec